# 托斯卡
《托斯卡》（義大利語：Tosca）是普契尼的3幕歌剧，劇本由伊利卡（Luigi Illica）和契亚克萨（Giuseppe Giacosa）改编自法国剧作家萨尔杜（Victorien Sardou）的同名戏剧。于1900年1月14日在罗马科斯坦兹剧院作首次演出。

## 作品背景
1890年，当普契尼观看了法国剧作家萨尔杜为有名的女演员萨拉·贝尔纳德所作的悲剧《托斯卡》后深受感动，并立即产生了为之谱曲的愿望。当时普契尼手上仍在进行着另一部歌剧《波希米亚人》的音乐创作，因此《托斯卡》被暂时搁置。1895年，在差不多结束了《波希米亚人》的全部作曲后，普契尼才委托别人来创作《托斯卡》的歌剧脚本。
《托斯卡》在创作上明显受到了马斯卡尼及莱翁卡瓦洛歌剧中现实主义的影响，但同时它也是一部具有普契尼特色的歌剧。这部歌剧中的音乐十分优美流畅，作曲家技巧的以柔和的旋律来缓和歌剧中深沉的悲剧主题，使音乐与戏剧完美的统一起来，其中尤以第二幕中的咏叹调“为了艺术，为了爱情！”及第三幕中的咏叹调“今夜星光灿烂”最为著名。

## 剧情大纲
1800年，罗马

### 第一幕
越狱逃脱的政治犯安杰罗提（Cesare Angelotti，男低音）冲进圣安德肋圣殿（Church of Sant' Andrea della Valle）内的阿塔凡蒂侯爵家的礼拜堂，他刚刚躲好，一个老教堂执事就走了进来，这时祈祷的钟声响起，教堂执事便念起了圣母领报经文（Annuntiatio Domini）。
不久，在教堂内画壁画的画家卡瓦拉多西（Mario Cavaradossi，男高音）也来到了礼拜堂，在与执事寒暄一番后，他掀开画布，继续画以安杰罗提的姐姐、侯爵夫人玛格达莱娜为形象的玛利亚（Mary Magdalene）。
卡瓦拉多西从怀中拿出自己的情人女歌手托斯卡（Floria Tosca，女高音）的小肖像来跟画像比较，一个是黑色的眼珠，一个则金发碧眼，却同样地美丽（Recondita Armonia，奇妙的和諧，此旋律後來變成了侯爵夫人玛格达莱娜的動機）。
一旁的教堂执事跟画家嘱咐他已经备好了食物，就在画架上的盒子里之后便抱怨地离开了。
这时安杰罗提从礼拜堂中露出了脸，他很高兴能够和以前的同志卡瓦拉多西再次见面，卡瓦拉多西激动地拿装满食物的盒子给他，这时托斯卡的声音突然传了过来，卡瓦拉多西便催促安杰罗提赶紧又藏了起来。
托斯卡是一个忌妒心很强的女人，她总是疑心卡瓦拉多西背着她跟别的女人来往，看到画中蓝色眼睛的侯爵夫人她更有了怀疑的理由（Mario!Mario!Mario!），卡瓦拉多西微笑着向她解释原委，让她平静下来（Qual`occhio al Mondo），并说定晚上音乐会后在他郊外的小屋再见。
托斯卡走后卡瓦拉多西招呼安杰罗提出来，告诉他自己小屋的去路，并说如遇危险可以躲在花园的古井中，这时外面突然响起了通知有人越狱的炮声，两个人立刻离开教堂。
接着，教堂执事带着唱诗班的孩子们进来，他们喧闹着，因为有人说罗马军队已把拿破仑的军队打败并赶出了意大利。
在嬉闹声中，一位不速之客来临，那是前来搜寻安杰罗提的秘密警察局长斯卡皮亚男爵（Baron Scarpia，男中音），大家就都安静下来，他在侯爵家的礼拜堂里发现了侯爵夫人的扇子以及吃完食物的空盒子（此時奇妙的和諧的旋律再度出現），而墙壁上的玛利亚画像则告诉了他画这幅像的人就是卡瓦拉多西。
这时托斯卡由于不放心又回来找卡瓦拉多西，但却遇到曾经垂涎于她的斯卡皮亚，她的脸上露出厌恶的表情，心怀诡计的警察局长热情迎上前向她问好，并把自己刚刚找到的侯爵夫人的扇子拿给托斯卡看，并极力地添油加醋，让托斯卡认为画家背叛了他们之间的爱情。
认为卡瓦拉多西背叛自己的托斯卡流着眼泪发誓要报复后便离开，教堂里渐渐人多起来，人们来做祷告。斯卡皮亚派人跟踪托斯卡，看着落入他圈套的女人，斯卡皮亚笑起来，那声音令人毛骨悚然（Va，Tosca!）。

### 第二幕
在法爾內塞宮楼上的秘密警察局长的房间里，斯卡皮亚一边吃饭一边幻想着能够按照自己意愿征服托斯卡时的那种病态的快感（Ha piu Forte Sapore）。这时跟踪托斯卡的人回来，他报告说没有发现安杰罗提，但抓来了卡瓦拉多西，警察局长当即开始审问起画家来，但并未问出什么有效的信息。这时楼下正在举行皇家庆祝活动，窗外隐隐传来了托斯卡的歌声，音乐会结束后，托斯卡进到了房间，斯卡皮亚便吩咐将画家带到隔壁的房间以刑讯逼供，期间仍不放过审问的机会，只是审问的对象换成了托斯卡，而隔壁房间里卡瓦拉多西时不时传来的惨叫正打击托斯卡的坚定。终于，听到爱人受到酷刑所发出的呻吟声，她再也受不了了，她说出了安杰罗提的藏身之处。这之后卡瓦拉多西被带出来，此时意识到发生了什么后他严厉地指责托斯卡。这時一个官员冲进来说拿破仑打赢了在意大利北部爆发的马伦戈战役（Battle of Marengo），卡瓦拉多西情不自禁地欢呼胜利（Vittoria!Vittoria!）并诅咒斯卡皮亚，称他是刽子手，愤怒斯卡皮亚命人将他押入大牢处以死刑，尽管托斯卡出言阻止，可房间里只有卡瓦拉多西和斯卡皮亚的争执声，之后卡瓦拉多西便被人带了下去。这时斯卡皮亚看着托斯卡，邪恶地微笑着，慢慢走向她，表示她可以用自己的身体来换得卡瓦拉多西的生命，托斯卡推开他并表示拒绝。这可怜的女人在心中向上帝诉求，为何她的命运如此悲惨（Vissi d`arte，为艺术为爱情）。此时一个秘密警察进来报告说在围捕过程中安杰罗提自杀了。托斯卡低着头脸色苍白，她深知自己没有底牌可以跟面前的暴徒对抗了，便表示愿意屈服，斯卡皮亚答应只是形式上地处决卡瓦拉多西，暗地里再将他放走，托斯卡要求他再写一张通行证给他们，斯卡皮亚也应允了，托斯卡便走向餐桌，喝了一点红酒，暗暗拿起了一把餐刀，下定了某种决心。在斯卡皮亚写通行证上最后一个字后，便转向托斯卡，可此时愤怒的托斯卡把餐刀捅向斯卡皮亚的心脏（Ti soffoca il sangue!?），斯卡皮亚求救无人应答，便失血而死。在意识到自己做了什么后，托斯卡慌忙从他那渐渐坚硬的手指中抽出通行证，出于怜悯，她在他的头邊点了蜡烛，放了一个小十字架在他的胸口，便逃离现场。

### 第三幕
在圣天使城堡的顶端，处决日的清晨，教堂的钟声响起，卡瓦拉多西绝望地思念着托斯卡，唱起著名的咏叹调“今夜星光灿烂”，之后便以他身上唯一值錢的戒指來贿赂了一个狱卒要他送张告别的纸条给托斯卡，不久托斯卡跑进来探监，她告诉卡瓦拉多西自己杀死斯卡皮亚的经过，两个人开始描画美好的未来。这时行刑的时刻到了，执行枪决的士兵来把卡瓦拉多西带走，托斯卡要他假装自己中弹了倒地，然后一起逃走。可怜的女人以为士兵们所开的是空炮弹，还在感叹爱人的演技多么逼真，在行刑官离开后快步跑到卡瓦拉多西的身边催他快起来，却发现爱人一动不动，胸口不断流出鲜红的血，这时她才明白自己受了骗，抱着爱人的尸体悲痛欲绝。发现斯卡皮亚被谋杀的卫兵赶来逮捕托斯卡，托斯卡在表达对卡瓦拉多西告别后以及对斯卡皮亚的恨意后，便跳下了城堡以殉情，普契尼在此以《今夜星光燦爛》的主题來當終曲，自此全剧结束。

## 流行文化
电子游戏《杀手：血钱》的第三关中，身为暗杀目标之一的歌唱家阿尔瓦罗·达尔瓦德即正在巴黎歌剧院排练此剧。
手机游戏《重返未来1999》在2024年2月的主线活动中使用了《今夜星光灿烂（E lucevan le stelle）》作为活动标题，并且其新登场角色“伊索尔德”的技能语音便采用了第三幕的台本。

## 外部連結
- 《托斯卡》：国际乐谱典藏计划上的乐谱